# Extinción de fondo

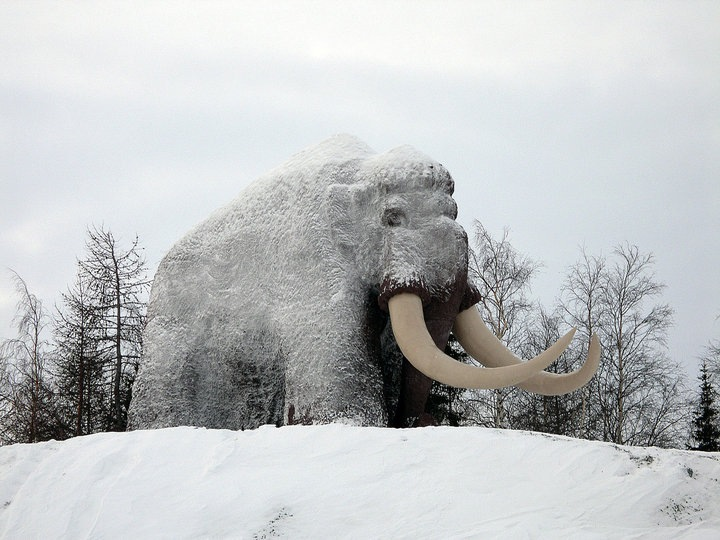
El mamut constituye un caso de extinción de fondo.

La Extinción de fondo es la desaparición de unas pocas especies que se observa de modo más o menos continuo a lo largo del tiempo geológico.
Se han apuntado varias causas que logran explicarlas con mayor o menor fortuna. También se han intentado varios métodos para lograr la desextinción de alguna especie, pero los resultados han sido bastante pobres por el momento.

## Definición
Consiste en la desaparición progresiva de una o varias especies a lo largo de cientos o miles de años hasta no dejar ninguna descendencia.
Existe muchos ejemplo de extinciones de fondo por ser constantes y diversas. A este tipo de fenómenos se deben la desaparición del megalodon, varias especies de aves del terror o buena parte de los grandes mamíferos existentes durante la glaciación de Würm. En cambio, no entrarían los dinosaurios y otros arcosaurios por ser víctimas de extinciones masivas o haber dejado descendientes como las aves. Pero, por uno u otro tipo, la inmensa mayoría de las especies se extinguen, tanto es así que autores como Savage y Long (1991, p. 274) han calculado la vida media de las mismas y la cifran en un millón de años.

## La extinción de fondo frente a la extinción filética
Existe una seudoextinción, conocida como extinción filética, según la cual las distintas generaciones van evolucionando progresivamente hasta que llegan a diferenciarse tanto de sus ancestros que no serían interfértiles. Según Alan Charing (1985, p. 175 y siguientes) esto supondría que cualquier especia pasada se ha extinguido, excepto los llamados fósiles vivientes. Sin embargo, las verdaderas extinciones son las que no dejan ningún tipo de descendencia, las llamadas terminales, siguiendo siempre a Charing (1985, p. 175 y siguientes).
Con una extinción de fondo toda la riqueza genética de dicha especie se pierde. Pero no es un hecho nocivo para la biosfera, supone un proceso initerrumpido por el que han pasado el 95% de las especies existentes, incluso se podría tildar de necesario para dejar espacio a otros organismos.

## Causas
Las extinciones de fondo son más o menos continuas y sus razones pueden calificarse más o menos como aleatorias. Pese a esto los especialistas mencionan varias, en ocasiones se han llegado a recopilar más de 80.

### Irrupción de nuevas especies
Una causa muy habitual con la llegada de la Era de los descubrimientos fue por la irrupción de nuevas epidemias o nuevas especies competidoras, ambos eventos pueden hacer descender un población hasta su desaparición total o hasta un número tan reducido que la endogamia termine acabando con la especie. Esto se debe al desconocimiento que la presa tiene de su nuevo depredador.

### Variaciones en el nivel del mar
Otra causa de extinción de la que se tiene constancia es la variación en el nivel del mar por la tectónica de placas, secando  el interior de los grandes continentes resultantes, como Pangea, o ahogando a endemismos costeros que ven desaparecer su medio.

### Otras
También se han apuntado cambios climáticos debidos a múltiples motivos con la interrupción o cambio en las corrientes marinas. Otra causa mencionada es la variación en la concentración de oxígeno existente dentro del agua marina.
En cambio, otras explicaciones como el vulcanismo a gran escala o el impacto de meteoritos se asocian más a las masivas.

## Problemas de las extinciones de fondo

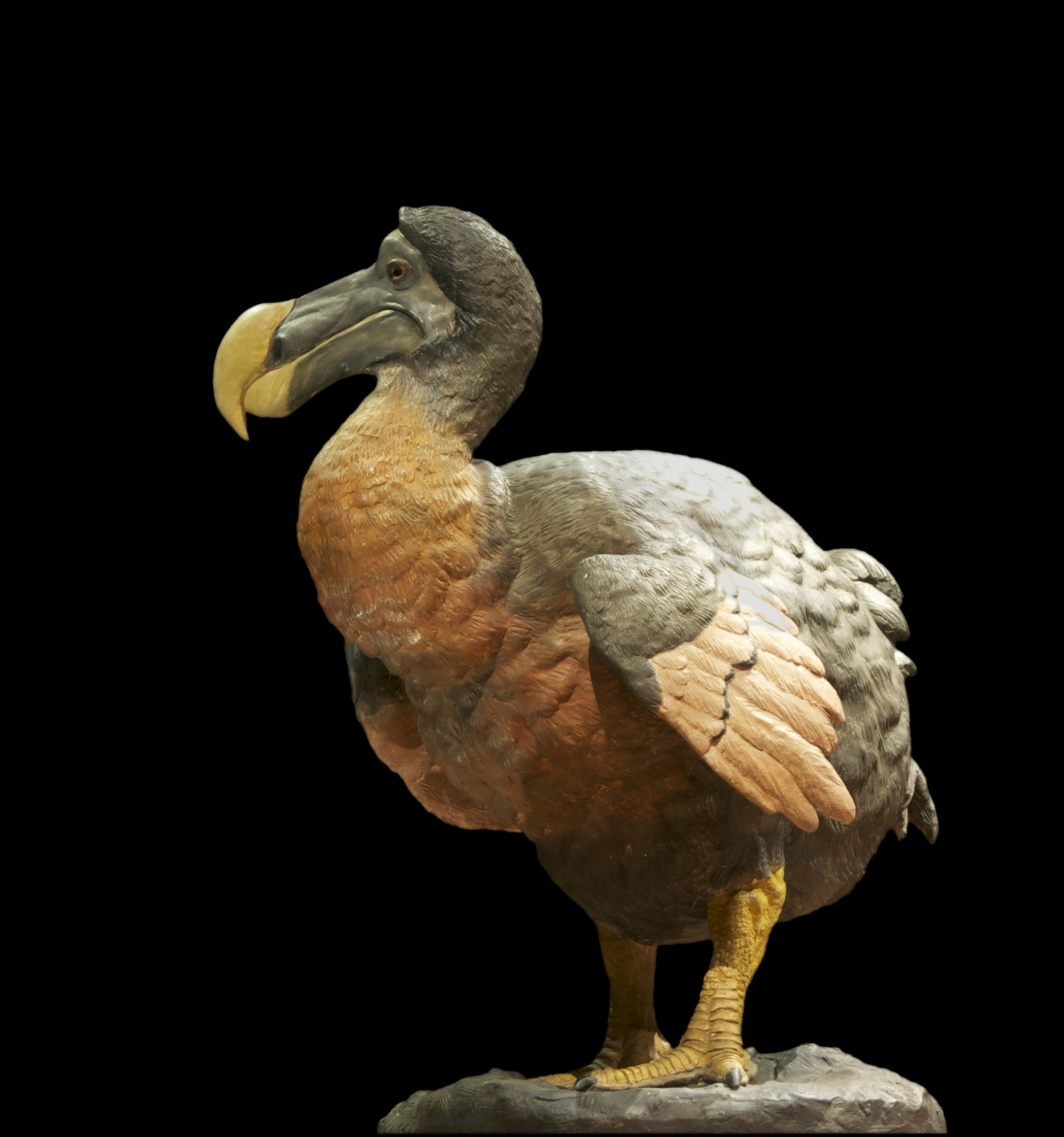
Reconstrucción de un dodo, tenido durante años como un ejemplo de animal poco exitoso y merecedor de su desaparición.

Una extinción de fondo deja vacío un nicho ecológico y esta ausencia puede causar otras extinciones posteriores. Ha ocurrido que otras especies también desaparecen al necesitar a la extinta para subsistir. Sería el caso de varios árboles africanos, condenados a extinguirse porque han muerto todas las aves que comían sus semillas y después las excretaban añadiendo proteínas imprescindibles para su germinación. Por lo tanto, los árboles siguen existiendo, cuentan con los hábitat que necesitan y continúan realizando su función reproductora, pero al haberse especializado tanto están condenados a desaparecer. Esta es también una de las varias teorías sobre la desaparición del Homo neanderthalensis, su excesiva especialización en la caza de grande mamíferos.
Otro problema es la reducción en la biodiversidad y la pérdida que acarrea. Sería el caso de la salsa garum, cocinada por los romanos para condimentar sus platos. Dicha salsa es ahora irreproducible por estar elaborada con las vísceras de un pescado extinto, según Kurlansky (2003).
Sin embargo, las extinciones constituyen un proceso natural de la vida y aportan también efectos positivos, al dejar espacio y recursos a otros seres vivos mejor adaptados que terminarán ocupando el nicho ecológico vacante. Según Charing (1985) la idea de que una especie llega a su extinción por no ser exitosa, incapaz o torpe fue muy común en siglos pasados llevando al desprecio de varias especies, caso del dodo, y a una idea de los dinosaurios, entre otros, como animales lentos y torpes, condenados a su desaparición más pronto que tarde. Pero autores Charing (1985) o Horner y Gorman (2009) han criticado esta idea por considerarla un error ya que muchas especies extintas han vivido sin evoluciones destacables durante mucho más tiempo que otras consideradas ahora como más exitosas. Además en la extinción intervienen un número tan grande de factores que más bien parece un hecho fortuito, un accidente donde la suerte influye mucho más que otras capacidades como la fuerza o la inteligencia.
Durante los siglos XIX, XX y XXI se ha constatado las extinción de un gran número de especies, tanto de fauna como de flora. Desgraciadamente los expertos no se ponen de acuerdo si son extinciones de fondo o estamos asistiendo a la extinción masiva del holoceno, que sería la sexta. Varias organizaciones ecologistas como Greenpeace se han marcado detener las extinciones como uno de sus objetivos. En cambio, ecólogos como Juan Ramón Arévalo afirman que los porcentajes sobre la extinción son muy sesgados y engañosos, cuando no partidarios, por obtenerse contando el número de especies existentes en una hectaria de la selva amazónica, el lugar con mayor biodiversidad de la Biosfera, y después extrapolar los resultados al resto del Planeta.

## Desextinción
Por el momento y según Horner y Gorman (2009), los intentos de volver a la vida una especie extinta han dado pobres resultados. Se ha conseguido algo parecido a la original con cruces recesivos, pero no deja de ser una aproximación. Por su parte, los intentos de obtener una secuencia válida de ADN y clonarla en un óvulo de algún animal próximo han resultados más infructuosos aún.
Ante los sucesivos fracasos cosechados con los cruces recesivos y la clonación, científicos como Horner y Gorman (2009) han propuesto desextinguir a especies antiguas activando los genes inhibidos para conseguir un animal con algunos de los rasgos de la especie anterior y, más adelante, ampliar la técnica a todas las características. Estos científicos afirman que las primeras pruebas pueden conseguirse tras siete años de trabajo. Pero esta técnica, en caso de resultar exitosa, solventaría el problema de una extinción filética, no de una terminal, que parece irresoluble por el momento.